# Morena Baccarin
Morena Silva de Vaz Setta Baccarin (* 2. června 1979, Rio de Janeiro, Brazílie) je brazilsko-americká herečka, dcera brazilské herečky Vera Setty. K jejím nejvýznamnějším rolím patří Inara Serra v seriálu Firefly, Adria v seriálu Hvězdná brána, Anna v seriálu V, Jessica Brodyová v seriálu Ve jménu vlasti a Leslie Thompkinsová v seriálu Gotham.

## Životopis
V deseti letech se se svými rodiči přestěhovala z Brazílie do Greenwich Village v New Yorku, kde později navštěvovala konzervatoř Fiorella LaGuardiy (Fiorello H. LaGuardia High School of Music & Art and Performing Arts) a divadelní obor na Juilliardově škole.

## Kariéra
Svou první roli získala v komedii ze světa módy Parfém (2001), následovala hlavní role ve filmu Way Off Broadway (2001). V Los Angeles pak získala roli ve sci-fi seriálu Firefly (2002–2003) a navazujícím filmu Serenity (2005), kde ztvárnila roli společnice (luxusní prostitutky) Inary Serry.
V desáté sérii Hvězdné brány (2006–2007) a navazujícím filmu Hvězdná brána: Archa pravdy (2008) hrála Adriu, dceru Valy Mal Doran a představitelku Orici.
V roce 2009 dostala hlavní roli v seriálu stanice ABC V, v němž do roku 2011 hrála Annu, vůdce Návštěvníků. V letech 2011–2013 účinkovala jako manželka amerického válečného veterána v seriálu Ve jménu vlasti, mezi roky 2015 a 2019 působila v seriálu Gotham jako doktorka Leslie Thompkinsová. V letech 2014–2023 dabovala počítačový program Gideon v seriálu Flash. V roce 2016 se představila ve snímku Deadpool, tuto roli si zopakovala i v následujících filmech Deadpool 2 (2018) a Deadpool & Wolverine  (2024).

## Osobní život
V listopadu 2011 si vzala amerického filmového producenta a režiséra Austina Chicka. Dne 22. října 2013 se jim narodil syn Julius. V červenci 2015 zažádala o rozvod, v květnu 2016 se oficiálně rozvedli.
V roce 2015 oznámila, že s hercem Benem McKenziem, kterého potkala na natáčení seriálu Gotham, čeká dítě. Dcera Frances Laitz Setta Schenkkan se narodila 2. března 2016. Dne 2. června 2017 se s McKenziem vzali. V březnu 2021 oznámili narození syna.

## Filmografie

### Film
| Rok  | Název                         | Role                 | Poznámky |
| ---- | ----------------------------- | -------------------- | -------- |
| 2001 | Parfém                        | Monica               |          |
| 2001 | Way Off Broadway              | Rebecca              |          |
| 2002 | Roger Dodger                  | dívka na baru        |          |
| 2005 | Serenity                      | Inara Serra          |          |
| 2008 | Zamilovaná smrt               | krásná žena          |          |
| 2008 | Hvězdná brána: Archa pravdy   | Adria                |          |
| 2009 | Stolen                        | Rose Montgomery      |          |
| 2014 | Back in the Day               | Lori                 |          |
| 2014 | Batmanův syn                  | Talia al Ghul (hlas) |          |
| 2015 | Špión                         | Karen Walker         |          |
| 2016 | Batman: Bad Blood             | Talia al Ghul (hlas) |          |
| 2016 | Deadpool                      | Vanessa Carlysle     |          |
| 2018 | Elliot: The Littlest Reindeer | Corkie (hlas)        |          |
| 2018 | Deadpool 2                    | Vanessa Carlysle     |          |
| 2019 | Óda na radost                 | Francesca            |          |
| 2019 | Framing John DeLorean         | Cristina Ferrare     |          |
| 2020 | Greenland: Poslední úkryt     | Allison Garrity      |          |
| 2020 | Až do poslední smrti          | Gamemaster (hlas)    |          |
| 2021 | The Good House                | Rebecca McAllister   |          |
| 2022 | Last Looks                    | Lorena Nascimento    |          |
| 2023 | Rychlej Charlie               | Marcie Kramer        |          |
| 2024 | Deadpool & Wolverine          | Vanessa Carlysle     |          |

### Televize
| Rok       | Název                             | Role                             | Poznámky                                                   |
| --------- | --------------------------------- | -------------------------------- | ---------------------------------------------------------- |
| 2002–2003 | Firefly                           | Inara Serra                      | hlavní role; 15 dílů                                       |
| 2005      | It's Always Sunny in Philadelphia | Carmen                           | díl „It's Always Sunny on TV“ (nevysílaný pilot)           |
| 2005–2006 | Justice League Unlimited          | Black Canary (dabing)            | 3 díly                                                     |
| 2006      | O.C.                              | Maya Griffin                     | 3 díly                                                     |
| 2006      | Jak jsem poznal vaši matku        | Chloe                            | díl „Swarley“                                              |
| 2006      | Spravedlnost                      | Lisa Cruz                        | díl „Christmas Party“                                      |
| 2006–2007 | Hvězdná brána                     | Adria                            | 5 dílů                                                     |
| 2007      | Las Vegas: Kasino                 | Sara Samari                      | díl „The Burning Bedouin“                                  |
| 2007      | Heartland                         | sestřička Jessica Kivala         | hlavní role; 9 dílů                                        |
| 2007      | Zapomenutá kletba                 | Alice Carter                     | TV film                                                    |
| 2008      | Dirt                              | Claire Leland                    | díl „And the Winner Is“                                    |
| 2008      | Vražedná čísla                    | Lynn Potter                      | díl „Blowback“                                             |
| 2009      | Médium                            | Brooke Hoyt                      | díl „All in the Family“                                    |
| 2009–2011 | V                                 | Anna                             | hlavní role; 22 dílů                                       |
| 2010      | The Deep End                      | Beth Bancroft                    | nevysílaný pilot                                           |
| 2011      | Batman: Odvážný hrdina            | Cheetah (dabing)                 | díl „Triumvirate of Terror!“                               |
| 2011      | Look Again                        | Allison                          | TV film                                                    |
| 2011–2014 | Mentalista                        | Erica Flynn                      | 3 díly                                                     |
| 2011–2013 | Ve jménu vlasti                   | Jessica Brody                    | hlavní role; 29 dílů                                       |
| 2012–2013 | Dobrá manželka                    | Isobel Swift                     | 2 díly                                                     |
| 2014      | Warriors                          | Tory                             | pilotní díl                                                |
| 2014–2023 | Flash                             | Gideon (dabing)                  | vedlejší role (1.–2. a 4.–9. řada), 34 dílů                |
| 2014      | Červený stan                      | Rachel                           | dvoudílná minisérie                                        |
| 2015–2019 | Gotham                            | dr. Leslie Thompkinsová          | hlavní role (2.–5. řada), vedlejší role (1. řada), 82 dílů |
| 2019      | Řada nešťastných příhod           | Beatrice                         | 2 díly                                                     |
| 2019–2021 | Sessão de Terapia                 | dr. Sofia Callas                 | 9 dílů                                                     |
| 2020      | The Twilight Zone                 | Michelle Weaver / Phineas Lowell | díl: „Downtime“                                            |
| 2021      | Home Invasion                     | Casie                            | hlavní role, 6 dílů                                        |
| 2022      | The Endgame                       | Elena Federova                   | hlavní role, 10 dílů                                       |
| 2024      | Fire Country                      | Mickey Fox                       |                                                            |

### Videohry
| Rok  | Název     | Role   | Poznámky |
| ---- | --------- | ------ | -------- |
| 2017 | Destiny 2 | Sagira |          |

## Ocenění a nominace
| Rok  | Ocenění                    | Kategorie                                      | Práce            | Výsledek  |
| ---- | -------------------------- | ---------------------------------------------- | ---------------- | --------- |
| 2001 | Wine Country Film Festival | nejlepší herečka                               | Way Off Broadway | vítězství |
| 2010 | Cena Saturn                | nejlepší televizní herečka ve vedlejší roli    | V                | nominace  |
| 2010 | Scream Awards              | objev roku: žena                               | V                | nominace  |
| 2010 | NewNowNext Awards          | nejlepší herec/herečka                         | V                | nominace  |
| 2011 | Cena Saturn                | nejlepší televizní herečka ve vedlejší roli    | V                | nominace  |
| 2013 | Cena Emmy                  | nejlepší herečka ve vedlejší roli: drama       | Ve jménu vlasti  | nominace  |
| 2013 | Screen Actors Guild Award  | nejlepší obsazení dramatického seriálu         | Ve jménu vlasti  | nominace  |
| 2016 | MTV Movie Awards           | nejlepší herečka                               | Deadpool         | nominace  |
| 2016 | MTV Movie Awards           | nejlepší polibek (sdíleno s Ryanem Reynoldsem) | Deadpool         | nominace  |
| 2016 | Teen Choice Awards         | nejlepší herečka: akční film                   | Deadpool         | nominace  |